# Juan Culiolo
Juan Claudio Culiolo (Buenos Aires, 18 febbraio 1893 – Genova, 9 gennaio 1984) è stato un imprenditore e dirigente sportivo argentino.

## Biografia
Argentino di nascita, si trasferì in Italia durante la gioventù. Divenne uno degli imprenditori principali nell'importazione del carbone.
Prese dimora insieme alla consorte, una baronessa polacca, in una villa del quartiere genovese di Albaro.
Morì nel 1984 nella sua nuova patria d'adozione.

### Carriera[2]

#### Imprenditore
Culiolo era un imprenditore nell'ambito dell'importazione del carbone, proprietario del Consorzio Carbonifero Ligure. Grazie all'intercessione del Federale Giorgio Molfino, in cambio dell'assunzione della presidenza del Genova 1893, ottenne il monopolio per l'importazione del carbone polacco in Liguria, moltiplicando così i propri introiti.

#### Dirigente sportivo
Assunse il comando del club nel marzo 1936, inizialmente come Presidente della Consulta e dall'anno seguente come presidente effettivo, sostituendo il dimissionario Alfredo Costa. Iniziò una campagna di rafforzamento della rosa, aiutato anche dalle ricche donazioni di quattro soci: Giovanni Gavarone, conte Thellung, marchese Negrotto Cambiaso ed un quarto rimasto anonimo.
Uno degli ingaggi più notevoli fu l'acquisto dalla Fiorentina dei centrocampisti Giuseppe Bigogno e Mario Perazzolo per 200.000 lire.
Sotto la sua presidenza il Genova 1893 conquistò la Coppa Italia 1936-1937 e prese parte a due edizioni della Coppa dell'Europa Centrale, arrivando in semifinale nel 1938. In campionato ottenne un terzo posto, pari merito  con il Milan, nella Serie A 1937-1938.
Lasciò la presidenza del sodalizio genovese nel 1941 a Nino Bertoni.